# Damien Wenger
Damien Wenger (* 17. März 2000 in Biel/Bienne) ist ein Schweizer Tennisspieler.

## Karriere
Wenger spielte zwischen 2015 und 2018 auf der ITF Junior Tour. In seinem letzten Jahr als Junior nahm er an drei der vier Grand-Slam-Turniere teil, wo er im Einzel jeweils in der ersten Runde ausschied. Im Doppel erzielte er bessere Ergebnisse. Er erreichte zweimal die zweite Runde und schaffte es bei den US Open mit seinem Partner Jesper de Jong sogar bis in den Halbfinal. Während seiner Juniorenkarriere gewann Wenger fünf Titel im Einzel und fünf Titel im Doppel, darunter 2018 auch je einen Titel der zweithöchsten Kategorie (Grade 1). Bei den Olympischen Jugend-Sommerspielen belegte er im Mixed-Doppel an der Seite von Lulu Sun den vierten Platz. In der Junioren-Rangliste erreichte er mit Platz 24 seine höchste Notierung.
Ab 2019 nahm Wenger regelmässig an Profiturnieren teil, zunächst hauptsächlich auf der ITF Future Tour, der dritthöchsten Turnierebene. Dort gewann er 2017 seinen ersten Doppeltitel. In den folgenden Jahren spielte er weiterhin auf der Future Tour, seine nächsten Titelgewinne folgten jedoch erst 2021. In diesem Jahr sicherte er sich neben zwei weiteren Doppeltiteln auch seine ersten drei Einzeltitel und erreichte dadurch im Einzel und Doppel Platzierungen um Rang 600 in der Weltrangliste. Kurz vor dem Jahreswechsel stand er in der Doppelkonkurrenz von Maia auch das erste Mal im Halbfinal eines Challenger-Turniers, während er im Einzel die Qualifikation überstand. Im Jahr 2022 folgten fünf weitere Future-Titel, darunter ein Einzeltitel. Zudem erreichte er in Lüdenscheid und Zug zwei Challenger-Halbfinals im Doppel, wodurch er mit Rang 276 erstmals unter die Top 300 im Doppel aufstieg. Das Jahr 2023 verlief ähnlich erfolgreich mit einem Einzeltitel und sechs Doppeltiteln.
Im Jahr 2024 erzielte Wenger seinen bislang grössten Erfolg im Einzel auf der Challenger Tour, als er in Kigali den Halbfinal auf dieser Ebene erreichte, dort jedoch gegen Clément Tabur ausschied. Im Doppel holte er in dieser Saison lediglich einen Future-Titel, weshalb er weiterhin nicht gut genug platziert ist, um regelmässig an Challenger-Turnieren teilnehmen zu können. Seinen bislang einzigen Auftritt auf der ATP Tour hatte er in Genf, wo er zusammen mit seinem Landsmann Luca Margaroli eine Wildcard für das Doppel erhielt. Sie schieden in der ersten Runde gegen die späteren Finalisten Lloyd Glasspool und Jean-Julien Rojer aus.